# Sjögång

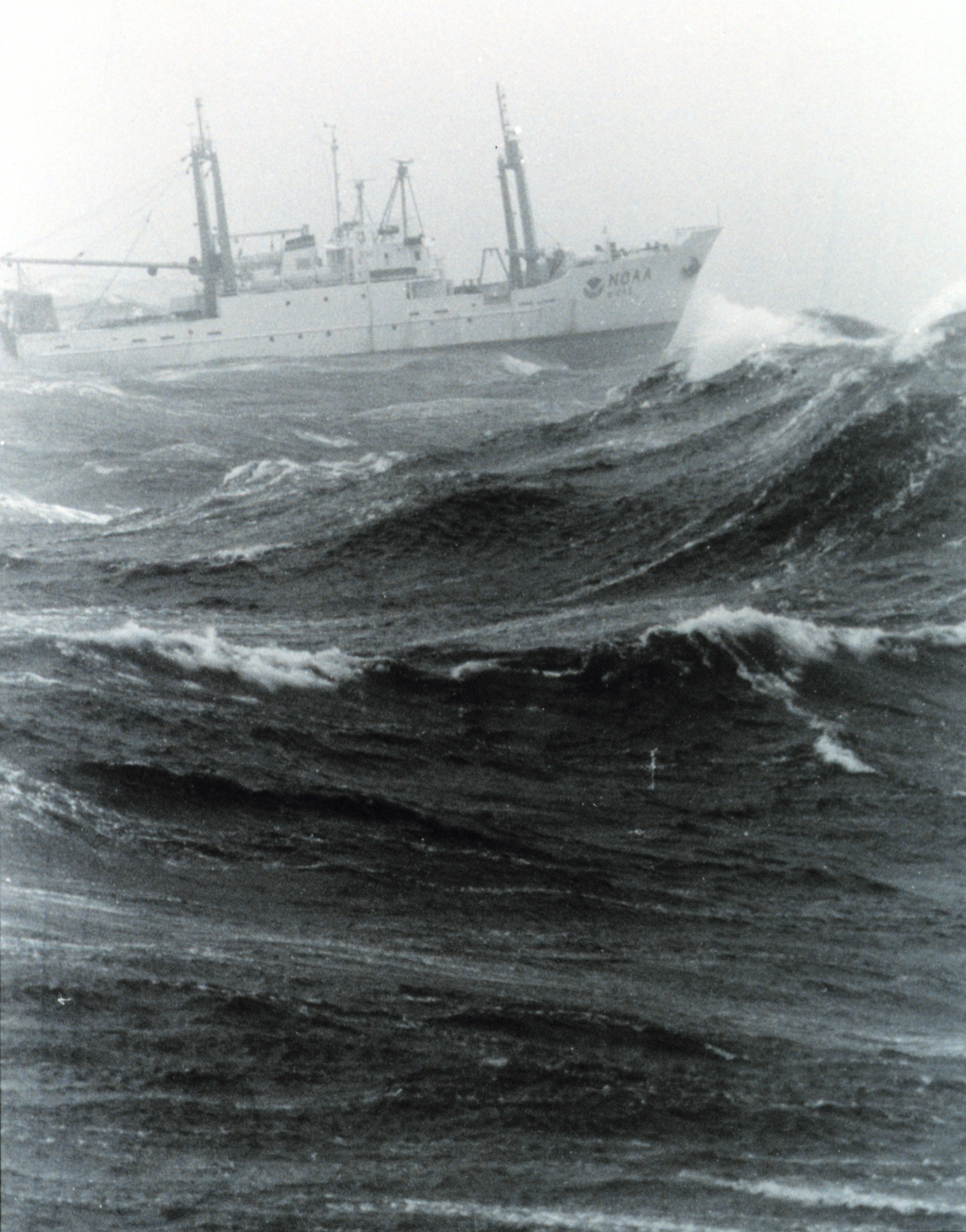
Ett fartyg från NOAA Delaware II i grov sjö vid Georges Bank.

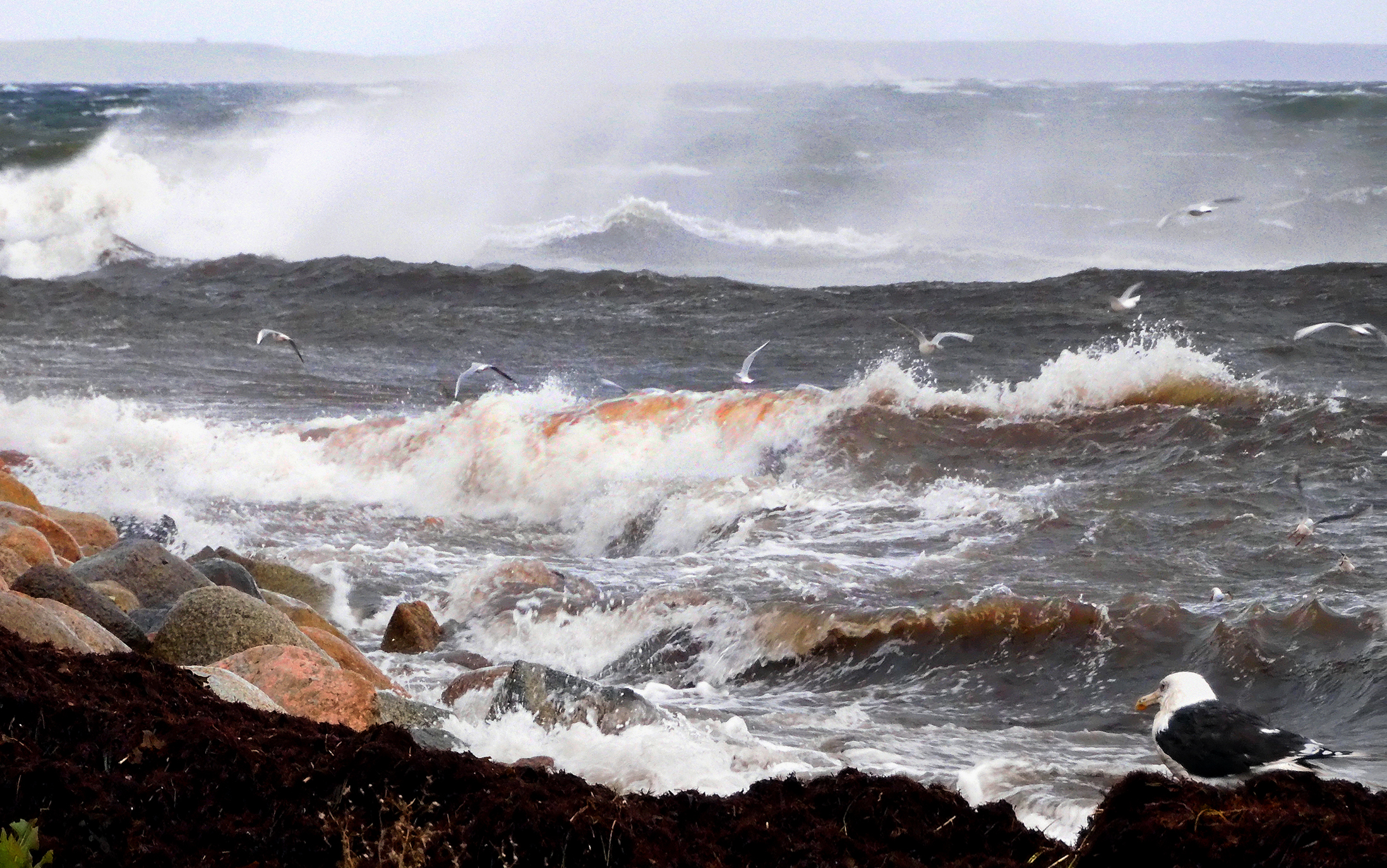
Medelgrov sjö i Ystad 20 oktober 2023.

Sjögång eller sjöhävning är vattnets vågrörelse på hav eller stora insjöar, då vågorna är tillräckligt stora för att förorsaka större eller mindre besvär för framförandet av båtar eller fartyg. Farkosterna kränger och gungar och häver sig i sjön. Sjögång uppstår när kraftig vind blåser över öppna vattenytor. Vid ringa eller högst obetydlig sjögång heter det smul sjö eller smult vatten.
I Finland utfärdar Meteorologiska institutet varning för måttlig sjögång då den signifikanta våghöjden i finska vatten förväntas överstiga 2,5 meter. Varning för svår sjögång på över 4 meter och sjögång över 7 meter utfärdas året runt. 7 meters sjögång kan förorsaka fara också för stora fartyg.
Sjögången påverkas förutom av vindens styrka och eventuell lä bakom land av hur länge den hinner bygga upp, ändringar i vindens riktning och styrka, strömmar och olika hinder, såsom öar och grundare vatten. I mindre vatten är sjögången ofta krabb, med rätt små men branta vågor. Korssjö ökar mängden höga vågor och gör vågorna mer oberäkneliga.
Meteorologiska världsorganisationen (WMO) har fastställt en internationell skala för sjögång som ersättning för den äldre Douglasskalan.
| WMO kod | Genomsnittlig våghöjd | Karaktär        |
| ------- | --------------------- | --------------- |
| 0       | 0 meter               | Spegelblankt    |
| 1       | 0 – 0,1 meter         | Krusningar      |
| 2       | 0,1 – 0,5 meter       | Små vågor       |
| 3       | 0,5 – 1,25 meter      | Måttlig sjö     |
| 4       | 1,21 – 2,5 meter      | Medelgrov sjö   |
| 5       | 2,5 – 4 meter         | Grov sjö        |
| 6       | 4 – 6 meter           | Mycket grov sjö |
| 7       | 6 – 9 meter           | Hög sjö         |
| 8       | 9 – 14 meter          | Mycket hög sjö  |
| 9       | Över 14 meter         |                 |